# Bozhüyük, Akdağmadeni
Bozhüyük là một xã thuộc huyện Akdağmadeni, tỉnh Yozgat, Thổ Nhĩ Kỳ. Dân số thời điểm năm 2010 là 186 người.